# A-A'
「A-A´」（エー・エーダッシュ） は、萩尾望都による日本のSF漫画作品、および本作品を表題とする作品集。人間の人工の変異種である一角獣種について描いたシリーズの1作品で、同シリーズには他に「4/4（カトルカース）」、「X+Y」（エックス・プラス・ワイ）がある。
「X+Y」は、第16回（1985年）星雲賞コミック部門を受賞。

## 概要
「A-A´」は、月刊雑誌『月刊プリンセス』（秋田書店）の1981年8月号に掲載。45頁。
「4/4（カトルカース）」は、月刊雑誌『プチフラワー』（小学館）の1983年11月号に掲載。50頁。
「X+Y」は、月刊雑誌『プチフラワー』の1984年7 - 8月号に掲載。前編50頁、後編50頁。
『萩尾望都作品集 17 (A-A´)』小学館 プチコミックス（1984年11月）、のち小学館叢書『A-A´ - SF傑作選』（1995年9月）および小学館文庫『A-A´』（2003年8月）に収録。　

## 設定
一角獣種は、21世紀初頭に宇宙航行用に開発された遺伝変異種の人間で、盛り上がった頭部とそこに生える赤いたてがみに似た髪を特徴とする。感情表現が乏しく、動きが鈍く、注意力がないという性格的な特徴がある。また、赤外線の波長を見る能力があり、脳からはアルファ波を多く出している。しかし、ストレスに弱く、きまじめに仕事を続けるが、拒食症になり餓死した例が多くあり、種としては衰退し、現代では、隔世遺伝により、その特徴をもった人間がたまに現れるが、非常にめずらしい種となっている。
現代（23世紀頃）は、宇宙航行は既に実現され、太陽系内の惑星や衛星には人類が居住している。「A-A'」では、太陽系に近い恒星プロキシマやトリマンの惑星の開発計画が進められている。開発計画のスタッフは、事故に備えて地球を出発前にクローン体が冷凍保存されており、死亡した場合にはクローン体が任務を続行する。
「X+Y」では、火星の建国から80年たっており、都市はドーム内にあるが、ドーム外でも活動が可能である。火星の大気圧を300ミリバールにする方法について、学会で検討されている状態である。

## あらすじ

### A-A´
一角獣種の少女アデラド・リーは、ある装置の中で目覚めると「あなたはクローン体だ」と言い渡される。オリジナルのアデラドは3年前にプロキシマの第5惑星の開発計画に携わるスタッフとして現地に旅立ったが、つい1か月ほど前に不幸な事故に見舞われ、19歳で命を落としたという。しかし今のアデラドは16歳、つまり派遣される直前の身体と記憶を持ったクローンなのである。宇宙開発においては、危険な辺境の惑星に赴くときなどに、今回のように記憶の保存とクローンの作成が義務付けられていたのだ。
しかし再生されたアデラドにとっては、そうした話を聞かされても実感が乏しかった。彼女にすればプロキシマ第5惑星はまだ見ぬ新天地でしかなく、自分はその開発に従事するために準備を整えてきた記憶しかなかったからだ。だから彼女は迷わず現場への復帰を希望した。
一方、現地で作業を進める他のスタッフたちは、当人とはまったく違う気持ちで復帰した彼女を迎え入れた。彼らにとってアデラドは3年間の苦楽を共有してきた友人であり、その悲しい死に心を痛め、気持ちを切り替えてあらたなアデラドと対面したからだ。スタッフの一人であるレグ・ボーンは誰よりもアデラドの帰還に複雑な思いを持っていた。なぜなら彼はアデラドの恋人だった。自分は死の悲しみを忘れることができないのに、恋人はよみがえった上に3年前まで時間が巻き戻り、自分のことを知りもしない。レグは16歳のアデラドをすなおに受け入れることができなかった。
惑星に到着したアデラドは徐々に受け入れられ、やがてレグの心も開いていく。再び動き出した恋人たちの時間だったが、ある日、オリジナルのアデラドの死体を発見してしまったことから、レグは再びクローンのアデラドを拒絶するようになる。

### 4/4（カトルカース）
木星の第1衛星イオの第1実験都市に住む少年モリは、ESP能力の訓練を受けている。一角獣種研究の被験者の少女トリルと出会い、彼女の近くにいるとESP能力が増幅するのに気づく。モリは、次第にトリルに惹かれていくが、彼女の保護者である博士は、一角獣種は感情を持たない理想的な人間だと語る。

### X＋Y
一角獣種の少年タクトは、火星環境の改造を研究する研究者で、火星の学会に地球代表の一員として参加する。火星でタクトは、大学生となり学会でアルバイトをしているモリと出会うが、モリは、タクトに亡くなったトリルの姿を重ねる。
一方タクトは、偶然行った血液検査にて遺伝子がXX（ダブルエックス）であり、女性であることを告げられる。

## 単行本・文庫本
- 萩尾望都作品集 第2期 第17巻『11人いる!』 小学館 プチコミックス 1984年11月10日初版発行 ISBN 978-4-09-17803-79
「A-A'」、「4/4（カトルカース）」、「X＋Y」
- 『A-A' - SF傑作選』 小学館 小学館叢書 1995年9月1日初版発行 ISBN 978-4-09-19719-51
収録作品 「A-A'」、「4/4（カトルカース）」、「X＋Y」、他7編（「六月の声」、「ユニコーンの夢」、「ラーギニー」、「金曜の夜の集会」、「真夏の夜の惑星」、「スロー・ダウン」、「左ききのイザン」）
- 『A-A'』 小学館 小学館文庫 2003年8月9日初版発行 ISBN 978-4-09-19138-52
収録作品 「A-A'」、「4/4（カトルカース）」、「X＋Y」、他3編（「ユニコーンの夢」、「六月の声」、「きみは美しい瞳」）